# Ефект Коттона — Мутона
Ефект Коттона — Мутона — виникнення оптичної анізотропії в ізотропній речовині під впливом сильного магнітного поля.
Спостерігається в рідинах, склі та колоїдах.
Різниця показників заломлення для звичайної та незвичайної хвиль, що розповсюджуються перпендикулярно до оптичної осі, яка збігається з напрямком магнітного поля {\displaystyle H}, пропорційна квадрату його напруженості
{\displaystyle n_{e0}-n_{0}=C\lambda H^{2}\,},
де {\displaystyle \lambda } — довжина хвилі світла, а C — стала Коттона-Мутона, залежна від речовини, довжини хвилі та температури.
Ефект відкритий у 1907 році Еме Коттоном та Анрі Мутоном.